# Какиса (озеро)
Озеро Какиса (англ. Kakisa Lake, местное название — «K’agee», что означает в переводе «между ивами») — озеро в Северо-Западных территориях в Канаде.
Расположено на юге территорий, недалеко от юго-западной оконечности Большого Невольничьего озера, севернее озера Татлина. Через озеро протекает одноимённая река, впадающая в реку Маккензи в 30 километрах западнее Большого Невольничьего озера.
В водах озера водится карп, лосось, щука и её мелкая разновидность пикерел. В районе озера обитает множество птиц, в том числе лысые орлы, беркуты и гагары. Быстрая река Какиса образует на своём пути живописный водопад Эвелин-Фолс, который находится на территории одноимённого провинциального парка.
Между озёрами Какиса и Татлина находится сформированная в поздний девонский период (около 380 миллионов лет назад) геологическая формация Какиса, являющаяся частью Западно-Канадского бассейна полезных ископаемых (Western Canadian Sedimentary Basin). Сложена формация преимущественно алевритами и известняками, толщиной до 57 метров.
Единственный населённый пункт — маленький посёлок Какиса на восточном берегу озера, в котором проживает чуть более 50 человек коренного населения. Ранее жители Какисы жили на берегу озера Татлина, но в 1962 году перебрались на нынешнее место жительства, поближе к шоссе Маккензи, с которым посёлок связан 13-километровым отрезком всепогодной дороги.